# Đảo Brown (Washington)
Đảo Brown là một hòn đảo nhỏ, thuộc quần đảo San Juan, quận San Juan, Tiểu bang Washington, Hoa Kỳ. Hòn đảo này nằm ngay ngoài khơi phía đông-đông bắc của thị trấn Friday Harbor, Washington. Đảo Brown có diện tích khoảng 70 mẫu Anh (280.000 m²) và có khoảng 10 người sống toàn thời gian trên đảo kể từ 1 tháng 1 năm 2008.
Đảo Brown được đặt tên bởi cuộc thám hiểm Wilkes năm 1841 đặt tên theo thợ sửa tàu, John G. Brown.